# Dennis Man
Dennis Man (ur. 26 sierpnia 1998 we Vladimirescu) – rumuński piłkarz, grający na pozycji napastnika we włoskim klubie Parma Calcio oraz w reprezentacji Rumunii. Uczestnik Mistrzostw Europy 2024.

## Życiorys
Jest wychowankiem klubu Atletico Arad. W latach 2014–2016 grał w UT Arad. 5 września 2016 odszedł do Steauy Bukareszt. W rozgrywkach Liga I po raz pierwszy zagrał 2 października 2016 w wygranym 2:1 meczu z CS Universitatea Craiova. Do gry wszedł w 29. minucie, zastępując kontuzjowanego Florina Tănase.
29 stycznia 2021 przeszedł do włoskiego klubu Parma Calcio podpisując kontrakt do czerwca 2025 roku.
W reprezentacji Rumunii zadebiutował 27 marca 2018 w wygranym 1:0 towarzyskim meczu ze Szwecją. Na boisku pojawił się w 87. minucie, zmieniając Nicolae Stanciu.